# Vějířníkovití
Vějířníkovití (Ripiphoridae) je čeleď brouků obsahující asi 450 druhů.
Jsou jednou z nejneobyčejnějších broučích čeledí parazitujících na různých skupinách hmyzu, nejvíce jich však je spojováno parazitickým vývojem na včelách nebo vosách, zatímco jiné druhy parazitují na švábech. Mají často zkrácená krovky a rozvětvená tykadla.
Typické je pro ně kladení vajíček na květech rostlin, kde se téměř okamžitě vylíhne malá larvička, která čeká na příchod svého hostitele. Larvička se přichytí na včelu, která navštíví květ a na jejích zádech cestuje do hnízda, kde ze včely sestoupí a vstoupí do buňky s hostitelskou larvou a čeká až larva doroste. Když se hostitelská larva zakuklí, broučí larva se do ní přestěhuje a začne ji zevnitř požírat.